# Kunos István
Kunos István, névváltozata: Kúnos István (Budapest, 1901. március 9. – Budapest, 1991. július 9.) belgyógyász-főorvos, egyetemi docens, az orvostudományok kandidátusa (1957).
Gyermekei Kúnos György (1942) neuroendokrinológus, farmakológus és Kúnos László (1947) műfordító, szerkesztő, egyetemi tanár.

## Életpályája
Kúnos Ignác (1861–1945) nyelvész, turkológus, folklorista és Széll Rózsa (1875–1971) fiaként született zsidó családban. A Magyar Királyi Tanárképző-Intézeti Gyakorló Főgimnáziumban érettségizett (1918). 1924-ben egy évig Brugsch professzor tanítványa volt. Orvosi tanulmányai végeztével a Pesti Izraelita Hitközség Kórházainak ,B” Belgyógyászati Osztályán működött. 1931-től jogosulttá vált a belgyógyász szakorvos cím használatára. A második világháború után az Újságírók Szanatórium Egyesületének VI. kerületi háziorvosa volt. Később a Szent János kórház II. belosztályán dolgozott, majd a Budapesti Orvostudományi Egyetem Sebésztovábbképző Klinikájára került. 1957. március 15-től az intézmény neve IV. sz. Sebészeti Klinikára változott; s itt működött nyugalomba vonulásáig. Választmányi tagja volt a Belgyógyász Szakcsoportnak, illetve társelnöke a Magyar Kardiológusok Társaságának és tagja a Korányi Sándor Társaságnak. 
Első felesége Sára Mária volt, akit 1932. június 18-án Budapesten, az Erzsébetvárosban vett nőül. Tanúik Fodor Imre és Jeszenszky Géza voltak. 1936-ban elváltak. Második házastársát, Kálmán Margitot, 1941. június 29-én Budapesten vette nőül.
A Kozma utcai izraelita temetőben nyugszik (5B-10-34).

## Művei
- Enkephalitises tünetekkel lefolyó acut pankreatitis. (Gyógyászat, 1929, 8.)
- A funicularis myeliftisek aetiologiájáról. (Gyógyászat, 1929, 44)
- A gonorrhoeas polyneuritisről. (Gyógyászat, 1930, 18.)
- Vizsgálatok a vérserum atoxylresístens lipaséjának klinikai jelentőségéről. Gerő Sándorral. (Gyógyászat, 1930, 37.)
- Egészségvédelem a sütőiparban. (Unió Sütőiparosok Lapja, 1932, 2.)
- Az endokrin mirigyrendszer extractu-mainak befolyása az egércarcinoma fejlődésére. Fodor Imrével, Erős Gedeonnal. (Gyógyászat, 1933, 4–6.)
- Vizsgálatok a gyomor-béltractusargentaffin sejtjeinek biológiai és klinikai jelentőségére vonatkozólag. II. A bélnyárkahártya extractumának hatása a patkányok bartonella-anaemiájára. Erős Gedeonnal. (Gyógyászat, 1933, 34.)
- A secundaer anaemiák máj- és gyomornyálkahártyakivonattal valókezeléséről. (Gyógyászat, 1934, 25.)
- Tiszta ascorbinsav (C vitamin) hatása az experimentális egérrák növekedésére. Fodor Imrével. (Gyógyászat, 1934, 33–34)
- Májkészítmények standardizálása a Bartonella-anaemia segítségével. Erős Gedeonnal. (Gyógyászat, 1935, 46.)
- Újabb vizsgálatok a bélnyálkahártya antianaemiás hatására vonatkozólag. Erős Gedeonnal. (Gyógyászat, 1935, 49.)
- Allergiás jelenségek az emésztőtractus megbetegedéseiben. (Gyógyászat, 1939, 12.)
- A mellkasi elvezetések jelentősége a szívizom megbetegedéseiben. Fodor Imrével, Szőke Irénnel. (Orvosok Lapja, 1948, 17.; Orvosi Hetilap, 1948, 46.)
- His köteg törzséből kiinduló extrasystole. (Orvosi Hetilap, 1948, 31.)
- Ipari elektromos traumák hatása a szívműködésre. (Orvosi Hetilap, 1949, 10.)
- A carotis communis valódi aneurysmája által okozott sinus caroticus túlérzékenység. Harkányi Istvánnal, Kovács Lászlóval. (Orvosi Hetilap, 1952, 46.)
- A hasnyálmirigy működése gyomorresectio után. Róth Miklóssal, Káldor Györggyel. (Orvosi Hetilap, 1953, 20.)
- Kétoldali vena iliaca externa lekötés a cardiális decompensatio csökkentésére. Temesvári Antallal. (Orvosi Hetilap, 1953, 40.)
- A mitralis stenosis sebészi kezelése. Littmann Imrével. (Orvosi Hetilap, 1953, 41.)
- A hangtani jelenségek értékelése a mitralis stenosis műtéti indicatiójában. Bodrogi Györggyel, Plenczer Sándorral. (Orvosi Hetilap, 1954, 51.)
- Ballistokardiographiás vizsgálatok vitiumos betegeken. Garán Vilmossal. (Magyar Belorvosi Archívum, 1955, 6.)
- 200 mitralis commissurotomiával szerzett tapasztalataink. Littmann Imrével, Temesvári Antallal, Robicsek Ferenccel és Jóna Istvánnal. (Orvosi Hetilap, 1955, 26.)
- Az arteria pulmonalis felett hallható hangjelenségek értékelése mitralis stenosisban. Garán Vilmossal, Robicsek Ferenccel. (Magyar Belorvosi Archívum, 1956, 5.)
- Az ekg jelentősége a mitralis stenosis diagnosztikájában és a műtéti eredmény megítélésében. Káldor Györggyel. (Orvosi Hetilap, 1956, 5.)
- A cardiogramm jelentősége a nagyerek stenosisának diagnosztikájában. (Orvosi Hetilap, 1956, 8.)
- A mitralis szűkület fokának megítélése a mechanikus systole időtartama alapján. Garán Vilmossal. (Magyar Belorvosi Archívum, 1957, 5–6.)
- A tricuspidalis stenosis műtéti kezelése. Kudász Józseffel. (Orvosi Hetilap, 1958, 40.)
- Az aorta coarctatio uj diagnosztikus jele. Bodrogi Györggyel. (Orvosi Hetilap, 1958, 48.)
- Az arteria throracica internák lekötése az angina pectoris kezelésében. Kudász Józseffel. (Orvosi Hetilap, 1959, 36.)
- A mitralis recommissurotomiáról. Kudász Józseffel, Szántó Katalinnal. (Orvosi Hetilap, 1960, 28.)
- Hat év tapasztalatai vena iliaca ligatura hatásáról a cardiális decompensatio kezelésében. Szabó Zoltánnal. (Orvosi Hetilap, 1960, 36.)
- A mitralis szájadék elmeszesedésének klinikai tünetei. (Orvosi Hetilap, 1960, 41.)
- Műtéti megfigyelések és kísérletes vizsgálatok a mitralis szív színváltozásaival kapcsolatban. Kudász Józseffel. (Magyar Belorvosi Archívum, 1961, 3.)
- A pitvari septum defectus diagnosztikája és a műtéti indikáció. László Lajossal, Pavlik Józseffel. (Orvosi Hetilap, 1962, 2.)
- Újabb adatok az Ebstein-betegség klinikumához. Szántó Katalinnal. (Orvosi Hetilap, 1962, 26.)
- Acut rheumás carditis következtében keletkezett teljes atrio-ventricularis block kezelése beültetett szívrhytmust szabályozó (pacemaker) készülékkel. Kudász Józseffel, Szabó Zoltánnal, Gömöry Andrással, Ludván Sándorral és Csete Bélával. (Orvosi Hetilap, 1963, 51.)
- A tricuspidalis atresia diagnosztikája és therápiás meggondolások. Szántó Katalinnal, Kis-Várday Gyulával. (Magyar Belorvosi Archívum, 1963, 2.)
- Operálható szívbetegségek. Kudász Józseffel. (Budapest, 1965)
- A vena iliaca externák lekötése a chronicus cor pulmonale tüneti kezelésében. Kudász Józseffel. (Orvosi Hetilap, 1965, 38.)
- A szívcsúcsgörbe alaki sajátságai mitralis vitiumban. Bodor Elekkel. (Orvosi Hetilap, 1966, 49.)

## Emlékezete
- Kúnos István-díj: 2001-ben alapították olyan fiatal kutatók számára, akik a Semmelweis Egyetem Doktori Iskolájának keretében végzett kutatómunkájukkal jelentős eredményt értek el a cardiovascularis tudományok terén.
- Magyar Kardiológus Társaság örökös, tiszteletbeli elnöke[5]